# Melave Malka
Melave Malká (în ebraică: מלווה מלכה  ori ,מלוה מלכה, însemnând „Însoțește regina”, adică însoțeste regina Sâmbată la ieșirea ei după apusul Soarelui, "așa cum e însoțită o regină la ieșirea dintr-un oraș")
este masa care se servește, după legea religioasă iudaică, după ieșirea Sâmbetei, adică în Motzaéy Shabat. Aceasta masă sau cină festivă este însoțită de cântece și veselie.
Ea mai poartă numele de „cea de-a patra masă” סעודה רביעית (Seudá reviyit)  sau de „cina regelui David, (în aramaică - Seudata deDavid Malka סעודתא דדוד מלכא)
Obiceiul a fost instituit de Talmudul babilonean, tractatul Shabat 119,2 - „În veci  va rândui omul masa lui la ieșirea Sâmbetei chiar dacă nu îi trebuie decât o singură măslină", cu alte cuvinte chiar daca e sătul. 
"לעולם יסדר אדם שולחנו במוצאי שבת אף על פי שאינו צריך אלא לכזית", 
Această cină se numește cina regelui David, deoarece după legendă, acesta i-a cerut lui Dumnezeu să-i dezvăluie în ce zi va muri, la care i s-a răspuns că va muri într-o zi de sâmbătă. De atunci David a rânduit o cină la încheierea Sâmbetei în fiecare săptămână, în semn de recunoștință că nu a murit. 
(după „Taamey Minhaggim”, Shabat ,425, טעמי מנהגים” אות חכה„ Likutey Maharih, Siddur Rabbi Shavtay Sofer)

## Motive cabalistice
Surse antice menționează legenda despre acel oscior considerat infrangibil, numit  Luz sau Etzem Haluz (dupa diverse versiuni - partea craniului unde se așază tefilin (filacterii), ori  vertebra cervicală sau coccisul), care supraviețuieste oricăror intemperii, și din care la învierea morților, se reconstituie corpul, se nutrește numai și numai din cina de Melave Malka.
Kaf Hachayim 300:1-2)

Învățătura cabalistică, prin gura rabinului Itzhak Luria "Ha-Ari Hakadosh", susține că, dacă în timpul Sambetei credinciosul beneficiază de un suflet suplimentar „neshamá yeterá”, acesta nu părăsește corpul decât după cina de Melave Malka, și de aceea s-a recomandat să nu se facă încă vreo muncă din cele prohibite Sâmbăta ,nici să nu schimbe hainele festive de Shabat până nu se termină masa.

Servirea unor bucate și băuturi cu ocazia cinei de Melave Malka se consideră că are calități magice tămăduitoare - „segulá” - aducând persoanelor noroc, bunăstare și satisfacție spirituală  în săptămâna următoare. 

## Desfășurarea mesei
Cina de Melave Malka este cerută atât barbaților cât și femeilor. După încheierea zilei oficiale de Sâmbătă și rostirea rugăciunilor de Havdala (Separarea - a Sâmbetei de restul săptămanii), se așază o noua față de masă și se aprind lumânări în cinstea mesei de Melave Malka. Se recomandă luarea mesei cât mai aproape de sfârșitul Shabatului, deși uneori se poate ține și mai târziu, dar nu după miezul nopții. 

Credincioșii foarte stricți au obiceiul să pregătească pentru această masă bucate deosebite de cele mâncate în cursul Shabatului.

Unii se mulțumesc cu o ceașcă de cafea sau ceai ori cu o felie de prăjitură sau fructe. 

La ceremonia cinei de Melave Malka se cântă un anumit repertoriu de cântece (zemirot), din care unele au fost compuse special pentru această ocazie. Cel mai popular dintre ele este cel care binecuvântează sosirea prorocului Ilie, în ebraică Eliyáhu Hanaví, care nu obișnuiește să vină Sâmbăta însăși ci numai după încheierea ei, și a cărui misiune e de a anunța venirea Mântuitorului, Mesia. 
În comunitătile evreiești cina de Melave Malka este uneori o ocazie de a organiza întruniri sociale și concerte publice în scop de binefacere.